# Portrait de Martín Zapater
Le Portrait de Martin Zapater (en espagnol : Retrato de Martín Zapater) est une huile sur toile peinte en 1790 par Francisco de Goya (1746-1828) et représentant son ami Martin Zapater.
Martín Zapater (1747-1800) était un riche marchand Aragonais, mécène des arts et des mouvements liés aux Lumières. C’était un ami proche de Goya, ils se connaissaient depuis l’enfance et avaient fréquenté tous deux l’école de l'Ordre pieuse de Saint Antoine de Saragosse (Escuelas Pias de San Antón). Pendant de nombreuses années ils échangèrent une abondante correspondance – qui est aujourd'hui une source précieuse de connaissances sur le peintre. Goya peignit son portrait à deux reprises, d'abord en 1790 et la deuxième en 1797.

Le portrait de 1790 est le premier tableau connu de Zapater par Goya. Il se caractérise par la simplicité et l’économie des ressources. Zapater est présenté sur un fond neutre, assis sur une chaise montrant des documents où est écrit 
« Mi amigo Martín Zapater. Con el/mayor trabajo/te a hecho el/Retrato,/Goya,/1790. »
« Mon ami Martin Zapater. Avec le meilleur travail [Goya] t'a fait un portrait. Goya, 1790. »
Il  est vêtu d’une veste bleue avec de gros boutons, une chemise gris-vert en soie et une cravate brillante. Le visage trahit sa récente maladie.
Goya commença à travailler sur ce portrait lors de son séjour à Saragosse en Octobre 1790 et il l’acheva en Décembre de la même année. Le tableau appartenait à Zapater. Le fils de son neveu Francisco Zapater y Gómez en hérita (Zapater ne s'est jamais marié). Au début du XXe siècle il appartenait aux collections Durant- Ruel à Paris, avant d’intégrer la collection de Peter Brown Arrella Widener de Philadelphie puis le Musée Thyssen-Bornemisza à Lugano. Il resta en dépôt à la galerie Cramer Galerie de La Haye, puis une collection privée à Londres et, finalement, le musée d'art de Ponce à Porto Rico, où il se trouve actuellement.